# TAA-1 (航空機)
TAA-1は、トヨタ自動車が試作した小型飛行機・実験機。機体名の「TAA」はToyota Advanced Aircraftの略。

## 概要
トヨタ自動車は期待を満たさなかったLima IIに続く形で、1998年（平成10年）頃よりTAA-1の開発に着手した。開発は米国トヨタ自動車販売と共同で行われ、ボーイングやレイセオンから雇用された技術者約40名が、従来のトヨタ生産方式に近い形で設計に従事した。設計に加えて胴体と主翼の製造がトヨタ側で行われ、尾翼やシステム周りの製造および全体の組み立てはスケールド・コンポジッツに委託された。
TAA-1は小型飛行機技術の検証を目的とした実験機であり、トヨタが自動車製造で蓄積した空気力学と低コストでの生産に関する技術が、小型飛行機にも応用できるかを検証の対象としていた。胴体はカーボンファイバーと樹脂の複合材による一体成形を製造法のデモンストレーションを兼ねて採用しており、4名が搭乗できた。エンジンはライカミング IO-360（180 hp）を1基備える。アビオニクスは日本製のものを使用している。市販された場合の価格は50,000ドル強と見積もられていた。
飛行試験もスケールド・コンポジッツに委託されており、機体記号「N72TA」を取得し、2002年（平成14年）5月31日にモハーヴェ空港で初飛行した。この際の飛行時間は1時間だった。その後の飛行試験の中でTAA-1は良好な操縦性を見せたが、重量過多が性能の低下を招いており、計画は試作段階以降に進展しないまま終わった。TAA-1は断続的に2008年（平成20年）まで飛行を行った後、2011年（平成23年）3月に連邦航空局（FAA）の登録を抹消された。なお、この間トヨタはTAA-1の詳細を公表しない方針を維持していた。
また、派生型として降着装置を引込脚に改めたTAA-2も計画されていたが、実現せずに終わった。